# Vrelo (gmina Rogatica)
Vrelo (cyr. Врело) – wieś w Bośni i Hercegowinie, w Republice Serbskiej, w gminie Rogatica. W 2013 roku liczyła 13 mieszkańców.